# Trenton, Georgia
Trenton är administrativ huvudort i Dade County i Georgia. Orten har fått sitt namn efter Trenton i New Jersey. Den gamla delstatsflaggan med konfederationens emblem är Trentons officiella flagga. Beslutet fattades år 2001 några månader efter att flaggan hade mist sin status som officiell delstatsflagga.